# Équipe du Pérou de football à la Copa América 2001
Cet article relate le parcours de l'équipe du Pérou lors de la Copa América 2001 qui se tient en Colombie du 11 au 29 juillet 2001. Elle se rend à la compétition en tant que quart-de-finaliste de la Copa América 1999.
Les Péruviens terminent à la troisième place du groupe B et se qualifient en quarts de finale comme deuxièmes meilleurs troisièmes de la phase de groupes. Ils sont éliminés lors de cette instance par le pays hôte et futur vainqueur du tournoi, la Colombie, qui s’impose par trois buts à zéro.

## Résultats

### Premier tour
| Classement final |          |     |   |   |   |   |    |    |      |
|                  | Équipe   | Pts | J | G | N | P | BP | BC | Diff |
| 1                | Brésil   | 6   | 3 | 2 | 0 | 1 | 5  | 2  | +3   |
| 2                | Mexique  | 4   | 3 | 1 | 1 | 1 | 1  | 1  | 0    |
| 3                | Pérou    | 4   | 3 | 1 | 1 | 1 | 4  | 5  | -1   |
| 4                | Paraguay | 2   | 3 | 0 | 2 | 1 | 4  | 6  | -2   |

| 12 juillet | Pérou  | 3 | 3 | Paraguay |
| 15 juillet | Brésil | 2 | 0 | Pérou    |
| 18 juillet | Pérou  | 1 | 0 | Mexique  |

| 12 juillet 2001 | Pérou                                     | 3 – 3   | Paraguay                     | Estadio Olímpico Pascual Guerrero (Cali)       |                                                |
| 17 h 30         | Lobatón 16e · Pajuelo 57e · Del Solar 72e | (1 - 1) | 23e 64e Ferreira · 90e Garay | Spectateurs : 35 000 Arbitrage : Ángel Sánchez | Spectateurs : 35 000 Arbitrage : Ángel Sánchez |
| 17 h 30         | Del Solar 79e                             |         | Caniza 57e                   | Spectateurs : 35 000 Arbitrage : Ángel Sánchez | Spectateurs : 35 000 Arbitrage : Ángel Sánchez |

| 15 juillet 2001 | Brésil                      | 2 – 0       | Pérou | Estadio Olímpico Pascual Guerrero (Cali)         |                                                  |
| 16 h 00         | Guilherme 9e · Denílson 85e | (1 - 0)     |       | Spectateurs : 30 000 Arbitrage : Jorge Larrionda | Spectateurs : 30 000 Arbitrage : Jorge Larrionda |
| 16 h 00         |                             | Salazar 67e |       | Spectateurs : 30 000 Arbitrage : Jorge Larrionda | Spectateurs : 30 000 Arbitrage : Jorge Larrionda |

| 18 juillet 2001 | Pérou          | 1 – 0   | Mexique      | Estadio Olímpico Pascual Guerrero (Cali)     |                                              |
| 17 h 30         | Holsen 48e     | (0 - 0) |              | Spectateurs : 20 000 Arbitrage : René Ortube | Spectateurs : 20 000 Arbitrage : René Ortube |
| 17 h 30         | Muchotrigo 62e |         | Borgetti 62e | Spectateurs : 20 000 Arbitrage : René Ortube | Spectateurs : 20 000 Arbitrage : René Ortube |

### Quart de finale
| 23 juillet 2001 | Colombie | 3 – 0   | Pérou | Stade Centenario (Armenia)                              |                                                         |
| 19 h 45         | Aristizábal 50e 69e · Hernández 66e | (0 - 0) | | Spectateurs : 30 000 Arbitrage : Gilberto Alcalá Pineda | Spectateurs : 30 000 Arbitrage : Gilberto Alcalá Pineda |
| 19 h 45         | O. Córdoba - González, Orozco, Yepes, Bedoya ( 46e Cortés) - Ramírez ( 83e Díaz), Grisales, Vargas, Hernández ( 74e Molina) - Aristizábal, Ferreira | Équipes | Ibáñez - Jorge Soto ( 74e Uribe), José Soto, Salazar, Zevallos - Pajuelo, Jayo, Del Solar ( 77e Tempone), L. Hernández ( 65e Vílchez) - Holsen, García | Spectateurs : 30 000 Arbitrage : Gilberto Alcalá Pineda | Spectateurs : 30 000 Arbitrage : Gilberto Alcalá Pineda |

## Effectif
Source : www.rsssf.com.
- NB : Les âges sont calculés au début de la compétition, le 11 juillet 2001.

## Navigation